# Eukoenenia kenyana
Eukoenenia kenyana is een spinnensoort in de taxonomische indeling van de Palpigradi.
Het dier komt uit het geslacht Eukoenenia. Eukoenenia kenyana werd in 1979 beschreven door Condé.